# Jenkins Automobile Company
Jenkins Automobile Company war ein US-amerikanischer Hersteller von Automobilen. Eine andere Quelle verwendet die Firmierung Francis Jenkins Auto Company.

## Unternehmensgeschichte
Charles Francis Jenkins fertigte bereits 1898 einen Dampfwagen. 1900 gründete er das Unternehmen in Washington, D.C. Der Markenname lautete Jenkins. 1901 endete die Produktion. Anfang 1902 wurde das Unternehmen aufgelöst.
Es bestand keine Verbindung zur Jenkins Motor Car Company, die ein paar Jahre später den gleichen Markennamen verwendete.

## Fahrzeuge
Die ersten Fahrzeuge waren Dampfwagen. Ein Personenkraftwagen hatte einen Dampfmotor mit 2,5 PS Leistung. Einen Aufbau als Runabout und ein Leergewicht von nur 145 kg. Außerdem sind ein Lastkraftwagen mit 488 cm Länge und ein Omnibus überliefert.
1901 folgte ein kleines Elektroauto. Radstand und Spurweite betrugen jeweils 61 cm. Käuferin war eine Kubanerin namens Chiquita mit Kleinwuchs, die nur 66 cm groß war.
Eine andere Quelle nennt zusätzlich Fahrzeuge mit Ottomotoren.